# PrestaShop
PrestaShop ist eine europäische Open-Source-E-Commerce-Plattform mit nach eigenen Angaben aktuell über 300.000 Installationen. Sie wurde am 1. August 2008 in Version 1.0 veröffentlicht und steht unter der Open Software License Version 3.0.

## Technik

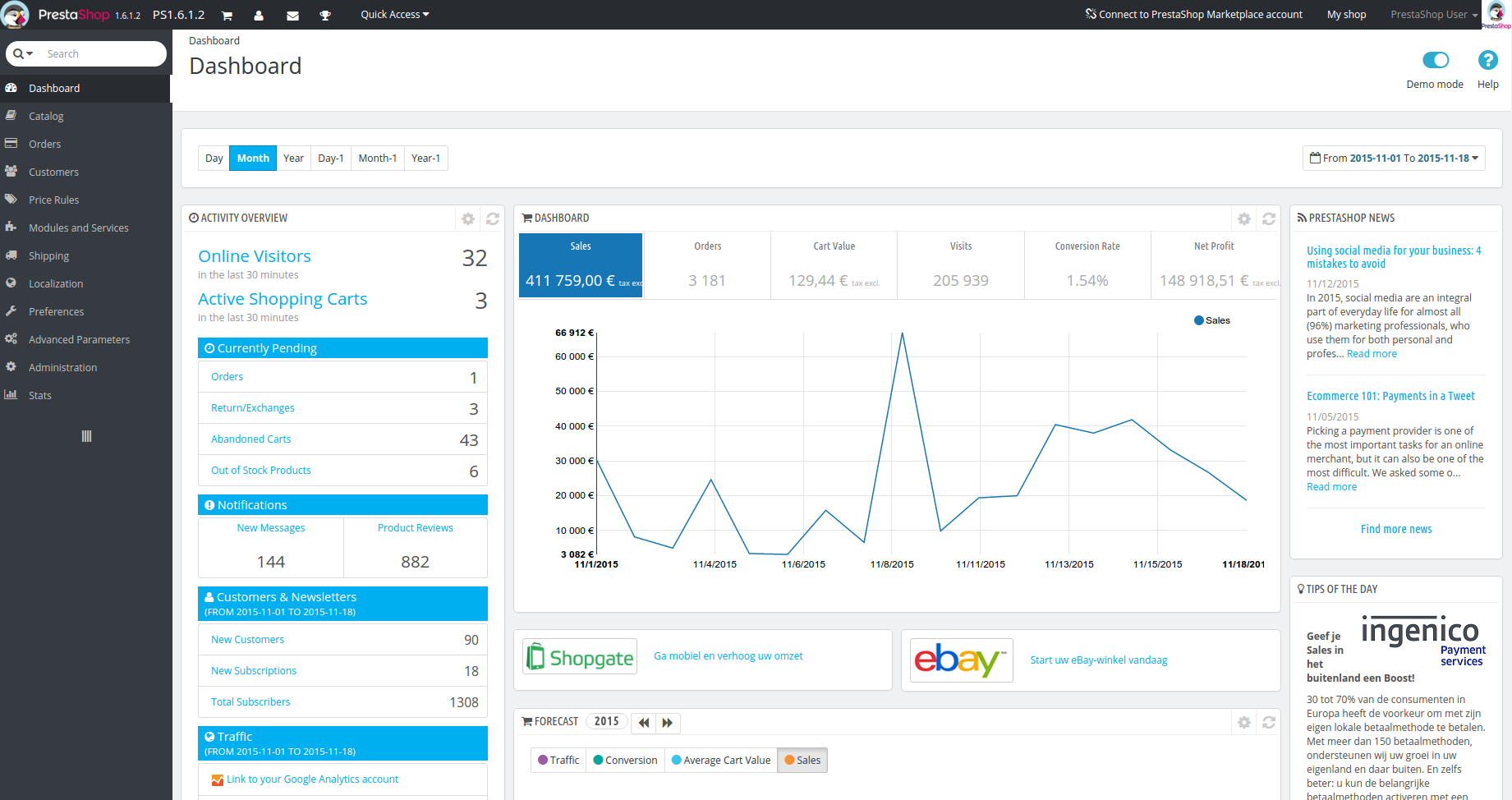
PrestaShop Administrationsbereich

PrestaShop basiert auf der Skriptsprache PHP und verwendet das MySQL-Datenbanksystem für die Speicherung der Daten. Es wurde so entworfen, dass es die Trennung von Funktion und Darstellung ermöglicht. Hierzu verwendet es Vorlagen auf Basis von Smarty, mit deren Hilfe das Erscheinungsbild einfach verändert werden kann. Diese können von Entwicklern frei angeboten werden, oder auf dem hierfür eingerichteten Marktplatz Prestashop Addons angeboten bzw. erworben werden.
Weiterhin ist das System stark modular und somit ressourcenschonend aufgebaut. Funktionen und Erweiterungen können daher über die Installation bzw. Deinstallation einzelner Module hinzugefügt bzw. entfernt werden. Sowohl die verschiedenen Zahlungsverfahren als auch die Versandanbieter werden über Module eingebunden.

## Geschichte
Prestashop wurde ursprünglich von November 2005 bis Februar 2007 an der Epitech, School of Computing, als Projekt fünf junger Studenten begonnen. Diese waren M. Morel, M. Saintot, M. Da-Silva, M. Borde und B. Lévêque. Igor Schlumberger von LeGuide war der Betreuer dieses Projektes.
Das ursprüngliche Projekt, in zwei Sprachen (Französisch, Englisch) übersetzt, hieß phpopenstore (POS). Die Entwickler beschlossen, schon zur Konzeption die Shoplösung als Open-Source-Projekt zu realisieren. Es wurde in Zusammenarbeit mit mehreren kleinen Händlern praxisnah entwickelt.
Gegründet wurde das Unternehmen Prestashop 2007 in Paris, Frankreich, von Igor Schlumberger und Bruno Lévêque (CEO).
Die Mitarbeiterzahl von PrestaShop wuchs zwischen Mai 2010 und April 2012 von 17 Angestellten zu mehr als 100 mit der Gründung der zweiten Geschäftsstelle in Miami.
Im März 2014 erhielt PrestaShop eine Finanzierungsrunde in Höhe von 9,3 Millionen Euro, um sein Wachstum zu forcieren und die Internationalisierung voranzutreiben.
PrestaShop Cloud wurde Januar 2015 in Betrieb genommen und ist eine selbst gehostete Lösung der Open-Source-E-Commerce-Plattform.
Laut den Angaben der Website BuiltWith.com betrug im Jahr 2017 der Marktanteil von PrestaShop innerhalb der E-Commerce-Seiten, die Open Source einsetzen, 20 %.

## Sprachen
PrestaShop wurde in über 60 Sprachen übersetzt, u. a.:
Arabisch, Bulgarisch, Chinesisch, Dänisch, Deutsch, Englisch, Estnisch, Finnisch, Französisch, Galicisch, Georgisch, Griechisch, Hebräisch, Indonesisch, Italienisch, Katalanisch, Lettisch, Litauisch, Niederländisch, Norwegisch, Persisch, Polnisch, Portugiesisch, Portuguese-Brasilian, Rumänisch, Russisch, Schwedisch, Slowakisch, Spanisch, Thaï, Tschechisch, Türkisch, Ukrainisch, Ungarisch und Vietnamesisch.

## Anforderungen des deutschen Rechts

### GermaNext
GermaNext ist ein Modul für PrestaShop, das eine vollständige deutsche Übersetzung des Shopsystems darstellt. Zudem wird die Standardinstallation hinsichtlich der Einhaltung deutscher Gesetze und Vorschriften erweitert. Das Modul wird von der Agentur Silbersaiten entwickelt. Dieses Modul war früher nur kostenpflichtig erhältlich, mittlerweile existiert auch eine kostenlose Community-Edition, die auf Komfort-Funktionen wie eine Installationsroutine verzichtet. GermaNext ist für eine Zertifizierung durch Trusted Shops bereits weitgehend vorbereitet.

### German Edition (bis Version 1.3.7)
PrestaShop in seiner Standardausführung unterstützt nicht alle Anforderungen des deutschen Rechts, beispielsweise fehlt die Unterstützung der Widerrufsbelehrung. Diese Lücken waren bis zur Version von der deutschen Community unter der Bezeichnung German Edition teilweise geschlossen. Diese wird jedoch ab der Version 1.3.7 nicht mehr weiter entwickelt.

### Ab Version 1.6.0
GermaNext und GC German haben sich aktuell darauf verständigt, gemeinsam ein Modul auf den deutschen Markt zu bringen, das auf die speziellen Bedürfnisse deutscher Shopbetreiber eingeht.

### Ab Version 1.6.1
Ab dieser Version bietet PrestaShop SA eine eigene Lösung, um den rechtlichen Anforderungen des deutschen Marktes zu entsprechen.

## Partner und Integrationen
PrestaShop hat viele Partner und Integrationen, darunter: Revolut, TikTok, Klarna, PayPal.